# France Télévisions Distribution
France Télévisions Distribution (stylisé « france•tvdistribution ») est une filiale du groupe public France Télévisions créée en septembre 1990 et chargée de la commercialisation des œuvres audiovisuelles sur tous les supports médias.
Elle distribue les programmes en France et à l'étranger sur différents supports : chaînes de télévision ou services de vidéo à la demande (VOD). Elle édite les DVD et Blu-ray des programmes, ainsi que les produits dérivés tels que les jeux, les magazines, les livres ou la musique.

## Identité visuelle

Logos de France Télévisions Distribution
Logo de France Télévisions Distribution du 7 janvier 2002 au 6 avril 2008
Logo de France Télévisions Distribution du 7 avril 2008 à octobre 2014
Logo de France Télévisions Distribution du 15 octobre 2014 au 28 janvier 2018
Logo de France Télévisions Distribution depuis 29 janvier 2018

## Organisation

### Direction
Présidents-directeurs généraux
- David Kessler : janvier 2005 - mai 2006[1] ;
- Patrice Duhamel : mai 2006 - mars 2011[1] ;
- Yann Chapellon : mars 2011 - septembre 2015[1] ;
- Laëtitia Recayte : septembre 2015 - juillet 2017[2].
- Julien Verley : juillet 2017 - juin 2019
- Arnaud Lesaunier :  depuis septembre 2020

### Siège
France Télévisions Distribution possède son siège dans celui de France Télévisions, c'est-à-dire esplanade Henri-de-France dans le 15e arrondissement de Paris. Elle possède également un bâtiment situé quai du Président-Roosevelt à Issy-les-Moulineaux en région Île-de-France.

## Activités

### Distribution
France Télévisions Distribution distribue en France et à l'étranger un catalogue d'environ 5 000 heures de programmes. Ce catalogue contient des films, des téléfilms, des séries télévisées, des formats courts, des programmes jeunesse, des documentaires, des spectacles vivants et des compétitions sportives,. Elle vend ses programmes aux chaînes de télévision ou les met en ligne sur les services de vidéo à la demande (VOD).
Elle est également chargée de la vente des images d'actualité des rédactions de France 2 et France 3.

### Édition
France Télévisions Distribution édite les DVD et Blu-ray de ses programmes.
Elle édite également les produits dérivés des programmes tels que des jeux, des magazines, des livres, la musique et organise des évènements dédiés.